# André Gounelle
André Gounelle (Nîmes, 9 maggio 1933 – Montpellier, 4 maggio 2025) è stato un teologo francese.

## Biografia
André Gounelle nacque a Nîmes il 9 magio 1933 in un'importante famiglia protestante della quale molti membri furono pastori, e passò la sua infanzia e la sua adolescenza in Marocco. 
Di formazione filosofica e teologica, fu cappellano militare in Algeria durante la guerra d'indipendenza. 
In seguito fu pastore a Digione, poi a Nîmes, fino ad ottenere la cattedra di teologia sistematica presso la facoltà di teologia protestante di Montpellier. 
Vi rimase fino alla pensione nel 1988, pubblicando numerose opere e articoli. Per la sua opera, l'Università di Losanna gli attribuì una laurea honoris causa.
Fu anche per dodici anni membro del consiglio nazionale della Chiesa protestante unita di Francia, e presiedette l'associazione liberale "Évangile et liberté", codiresse la traduzione francese delle opere di Tillich.

## Opere
- 1966: Entretien de Pascal avec M. De Sacy. Étude et commentaire (Paris, PUF)
- 1969: Foi vivante et mort de Dieu (Valence, Cahiers de Réveil)
- 1970: La Bible selon Pascal (Paris, PUF)
- 1985: Les Grands principes du protestantisme (Paris, Les Bergers et les Mages); trad. it. I grandi principi del protestantesimo (Torino, Claudiana, 2000)
- 1985: Le Protestantisme, ce qu'il est, ce qu'il n'est pas (Carrières-sur-Poissy, La Cause)
- 1990: Le Christ et Jésus. Trois christologies américaines: Tillich, Cobb, Altizer (Paris, Desclée)
- 1990: Après la mort, qu'y-a-t-il? Les discours chrétiens sur l'au-delà (Paris, Cerf); trad. it. Dopo la morte. I cristiani e l'aldilà (Torino, Claudiana, 1995)
- 1992: Protestantisme (Aix-en-provence, Publisud)
- 1996: Le Baptême, le débat entre les Églises (Paris, Les Bergers et les mages)
- 1996: La Cène, sacrement de la division (Paris, Les Bergers et les mages)
- 1998: Parler de Dieu (Paris, Le Foyer de l'Âme); trad. it. Parlare di Dio (Torino, Claudiana, 2006)
- 1998: La Mort et l'Au-delà (Genève, Labor et Fidès)
- 1999: Après la Mort de Dieu (Paris, Van Dieren)
- 2000: Le Dynamisme créateur de Dieu. Essai sur la théologie du Process (Paris, Van Dieren)
- 2002: Dans la cité. Réflexions d'un croyant (Paris, Van Dieren)
- 2003: Parler du Christ (Paris, Van Dieren); trad. it. Parlare di Dio (Torino, Claudiana, 2008)